# Invazia jefuitorilor de trupuri (film din 1978)
Invazia jefuitorilor de trupuri (titlu original Invasion of the Body Snatchers) este un film științifico-fantastic din 1978 regizat de Philip Kaufman, cu Donald Sutherland, Brooke Adams și Leonard Nimoy în rolurile principale. Scenariul este scris de W. D. Richter. Filmul este o refacere a filmului din 1956 și se bazează amândouă pe romanul Jefuitorii de trupuri scris de autorul Jack Finney în 1955.
Spre deosebire de filmul din 1956 în care nu apar extratereștri în formă non-umană, la începutul acestui film apar ființe extraterestre cu forme gelatinoase.  

## Prezentare
În spațiul îndepărtat, o rasă de creaturi gelatinoase își abandonează lumea muribundă. Împinși prin spațiu prin forța vântului stelar, aceștia se îndreaptă spre Pământ și aterizează în San Francisco. Unii cad pe frunzele plantelor, are loc o asimilarea și se formează păstăi mici cu flori roz. Elizabeth Driscoll, o angajată a departamentul de sănătate din San Francisco, este una dintre numeroasele persoane care aduc acasă aceste flori. În dimineața următoare, iubitul  lui Elizabeth, Geoffrey Howell, are brusc un comportament distant, iar Elizabeth simte că ceva nu este în neregulă. Colega ei, inspectoarea Matthew Bennell, îi sugerează să se întâlnească cu psihiatrul Dr. David Kibner. Acesta presupune că  Elizabeth vrea să creadă că Geoffrey s-a schimbat pentru că ea caută o scuză pentru a ieși din relația lor.

## Distribuție
- Donald Sutherland – Matthew Bennell
- Brooke Adams – Elizabeth Driscoll
- Jeff Goldblum – Jack Bellicec
- Veronica Cartwright – Nancy Bellicec
- Leonard Nimoy – Dr. David Kibner
- Art Hindle – Dr. Geoffrey Howell
- Lelia Goldoni – Katherine Hendley
- Kevin McCarthy – Dr. Miles J. Bennell
- Don Siegel – Taximetrist
- Tom Luddy – Ted Hendley
- Stan Ritchie – Stan
- David Fisher – Mr. Gianni
- Tom Dahlgren – Detective
- Garry Goodrow – Dr. Alan Boccardo
- Jerry Walter – Patron restaurant
- Robert Duvall – Priest on Swing (nemenționat)